# Sherlock Holmes in skrivno orožje
Sherlock Holmes in skrivno orožje, izvirno Sherlock Holmes and the Secret Weapon,  je igrani detektivski film iz leta 1943. Stvaritev filma je navdihnil sir Arthur Conan Doyle z zgodbo Plešoči možici, na kateri je film tudi ohlapno osnovan. Film je režiral Roy William Neill. Glavni vlogi sta odigrala Basil Rathbone kot Sherlock Holmes in Nigel Bruce kot dr. Watson. Gre za 4. film iz Rathbonove in Brucove filmske serije. Dogajanje v filmu je osredotočeno na krajo skrivnega vojaškega orožja, ki si ga želita od švicarskega znanstvenika pridobiti tako Nemčija kot Velika Britanija.
Gre za drugi film v Rathbonovi in Brucovi filmski seriji, v katerem se pojavi tudi profesor Moriarty. Tako kot v prvem Moriarty omahne v smrt in znova ga imajo vsi za mrtvega, dokler se zopet ne pojavi v enem od naslednjih filmov.

## Vsebina
Sherlock Holmes iz Švice v Anglijo uspešno prepelje uglednega švicarskega znanstvenika, dr. Franza Tobela (William Post Jr.). To mu uspe kljub budnemu nadzoru nemške tajne obveščevalne službe Gestapo, ki mu jo uspe preslepiti z diverzijo, saj v Tobela in prodajalca knjig preobleče dva Tobelova služabnika, ki tako Gestapove agente potegneta za nos. Tobel v Anglijo prinese nov izum - Tobelov bombni sistem, ki bi utegnil biti zelo uporaben v boju. Ko se enkrat znajde v Londonu, odide Tobel obiskat svojo partnerko Charlotte Eberli (Kaaren Verne). Ko se od nje vrača v Holmesovo stanovanje, ga skoraj ugrabijo pribočniki Holmesovega največjega sovražnika, profesorja Moriartyja (Lionel Atwill). Moriarty je živ, čeprav so vsi mislili, da je že mrtev, in sedaj sodeluje z nacistično Nemčijo.
Naslednji dan sledi demonstracija Tobelovega izuma, ki je velik uspeh, sploh v očeh sira Reginalda Baileyja (Holmes Herbert) in predstavnikov britanskega ministrstva za zračni promet. Ko želijo od Tobela prevzeti formulo za njegov izum, pa se Tobel zapre in izjavi, da je resda pripravljen prodati svoje orožje Britancem, vendar želi le on vedeti skrivnost za njim. Tobel nato na skrivaj razdeli svoj izum na štiri dele in vsakega od delov v varstvo izroči štirim švicarskim znanstvenikom, ki živijo v Londonu. Kmalu zatem Holmesa pokliče inšpektor Lestrade (Dennis Hoey) in ga obvesti, da je Tobel izginil. Ko Holmes in Watson obiščeta Tobelovo partnerko Charlotte Eberli, jima ta pove, da ji je dal v varstvo kodirano sporočilo, ki naj ga preda naprej Holmesu, če se Tobelu kaj zgodi. Vendar pa sporočila ni več v Charlottinem predalniku, saj ga je očitno ukradel Moriarty, zamaskiran v delavca, ki je k Charlotte prišel popravit luči.
Holmes se tako odpravi na lov za Moriartyjem, ki ga pripelje v delavnico Joeja Bradyja. Tam se znajde Holmes v družbi Moriartyja in še dveh njegovih pomočnikov, ki ga zvežeta in skrijeta v ogromen kovček. Ko Moriartyjeva pomočnika kovček neseta po ulici, ju opazita Watson in Lestrade. Pomočnika se ju ustrašita in kovček pustita ter stečeta stran. Watson in Lestrade odpreta kovček ter odkrijeta zvezanega Holmesa, ki pa se jima pritoži, da sta prenaglo prestrašila Moriartyjeva pomočnika, saj sta ta sunkovito vrgla kovček na tla in zbežala, zaradi česar Holmesa boli glava.
Holmes in Watson se brez pravih dokazov vrneta v stanovanje Charlotte Eberli in s pomočjo vrste kemijskih reakcij iz bloka papirjev znova izbezata sporočilo, ki ga je Holmesu napisal Tobel. Na sporočilu se pojavijo možici, podobni tistim iz Doylove zgodbe Plešoči možici. Holmesu uspe ugotoviti kodo in razbrati pomen sporočila, ki je dejansko seznam imen in naslovov štirih znanstvenikov. Ko odidejo na prvi naslov, najdejo prvega znanstvenika mrtvega in policija jih obvesti, da so mrtva našli tudi drugega in tretjega znanstvenika. Tako ostane le četrti, ki pa ga niti Holmes niti Moriarty nista uspela locirati, saj je Tobel pri četrtem malce premešal kodo.
Četrtega uspe prvi izslediti Holmes, ki se vanj tudi zamaskira, tako da ga potem Moriartyjevi pomočniki prepeljejo v Moriartyjevo utrdbo. Watson in Lestrade uspeta prebrati pot njihovega vozila (s pomočjo Watsonove naprave, ki na cesti pušča na prvi pogled nevidne sledi) in se pripeljeta k Moriartyjevi utrdbi malo za njimi. Medtem se med Moriartyjem in Holmesom že razvname debata, kako bo Moriarty usmrtil Holmesa. Moriartyju pade na pamet plin, strup ali streljanje, vendar mu Holmes odvrne, da bo razočaran, če ga bo Moriarty na tak enostaven način ubil. Holmes mu tako pove, da če bi bil on v Moriartyjevem položaju, bi ga priklenil na posteljo in pustil da izkrvavi, saj človek umre, če izgubi več kot pet litrov krvi.
Moriarty je nad Holmesovo idejo navdušen in Holmesa odvede v zadnji prostor svoje utrdbe, v kateri si je uredil pravcato ambulanto. Medtem ko Holmes leži priklenjen na posteljo in čaka svojo smrt, Moriartyjeva pomočnika odvedeta Tobela na čoln, kjer jih prestrežeta Watson in Lestrade. Ko se Watson in Lestrade podata v Moriartyjevo utrdbo, tam najdeta Holmesa in ga odvežeta. Ravno ko so nameravali prijeti Moriartyja, se jim ta izmuzne skozi lažno steno. Ko vsi mislijo, da je Moriarty skozi lažno steno pobegnil v svobodo, odidejo. Vendar Holmes ostane in preseneti Moriartyja, ki steče skozi zadnja vrata in po stopnicah navzdol. Tam je imel Moriarty pripravljen mehanizem z vratci, ki bi se odprl in v globino in smrt pahnil vsakega njegovega zasledovalca. Tokrat ta načrt ne uspe, saj je Holmes predtem namenoma odprl vratca, skozi katera tako v smrt omahne Moriarty.

## Igralska zasedba
- Basil Rathbone - Sherlock Holmes
- Nigel Bruce - dr. Watson
- Lionel Atwill - profesor Moriarty
- Kaaren Verne - Charlotte Eberli
- William Post Jr. - dr. Franz Tobel
- Dennis Hoey - inšpektor Lestrade
- Holmes Herbert - sir Reginald Bailey
- Mary Gordon - gospa Hudson